# シュウゴアーツ
シュウゴアーツは、2000年に東京都で設立された現代美術ギャラリー。小林正人や戸谷成雄など、日本において具体・もの派以降の絵画と彫刻のあり方を実現した作家らをはじめ、千葉正也、リー・キット、さらに絵画の領域を拡大するアーティストまで、独自の表現を探索する作家を取り扱う。オーナーの佐谷周吾は、父である佐谷和彦が経営した1970年代の先駆的な東京のギャラリー佐谷画廊より独立し、1980年以降の日本とアジアにおけるオリジナルな美術の流れを求めることを旨に、一貫した仕事を続けている。「ギャラリー的冒険」を合言葉に、意欲的作品の生まれる場になることを目指す。2016年秋に六本木にて新スペースをオープン。

## 略歴
2000年　シュウゴアーツの屋号にて活動を開始
2001年〜2002年　RICE GALLERY by G2をギャラリー小柳とオープン（2002年閉廊）
2003年　1度目の地上げによりギャラリースペースを中央区新川に移転オープン
2005年　2度目の地上げによりギャラリースペースを江東区清澄に移転
2015年　3度目の地上げにより事務所兼倉庫を港区海岸に移転オープン、ギャラリースペースを世田谷区三宿にオープン
2016年　ギャラリースペースを港区六本木のcomplex665にオープン

## 主な展覧会歴
- 2019年

戸谷成雄「視線体」
小林正人「画家とモデル」
米田知子「アルベール・カミュとの対話」
- 2018年

小野祐次「Vice Versa – Les Tableaux　逆も真なり ー 絵画頌」
森村泰昌「「私」の年代記 1985〜2018」
近藤亜樹「あの日を待つ 明日を待つ 今日」
丸山直文「ラスコーと天気」
千葉正也、小林正人、リー・キット、山本篤「どう生きるか #2 六本木にて」
髙畠依子「泉」
- 2017年

藤本由紀夫「STARS」
千葉正也「思い出をどうするかについて、ライトボックス⾵間接照明、⼋つ裂き光輪、キスしたい気持ち、 家族の物語、相模川ストーンバーガー、わすれてメデューサ、50m先の要素などを⽤いて」
イケムラレイコ「あの世のはてに」
リー・キット「Not untitled」
近藤亜樹「飛べ、こぶた」
三嶋りつ惠「星々」
- 2016年

戸谷成雄「森 X」
小林正人「Thrice Upon A Time」
小林正人、牧嶋タケシ、杉戸洋「TABLE OF THREE」
髙畠依子「水浴」
近藤亜樹「Artist」
藤本由紀夫展「Broom (Coal) / Tokyo」
- 2015年

中島吏英「おとになる」
青木淳、三嶋りつ惠「光のあいだ」
近藤亜樹「HIKARI」
- 2014年

藤本由紀夫「retard」
近藤亜樹「Works on paper 2011-2014」
小林正人「名もなき馬」
金氏徹平「フライド幽霊とボイルド空想」
リー・キット「By the way,」
- 2013年

丸山直文「夜みる夢を構築できるか」
三嶋りつ惠「清澄」
米田知子「Rooms」
田口和奈、岩永忠すけ「THE CRIMSON SUN」
- 2012年

イケムラレイコ「銀のほのお」
池田光弘「location/dislocation」
近藤亜樹「たべる地球」
金氏徹平「Something on the Planet」
小林正人「LOVE もっとひどい絵を！ 美しい絵 愛を口にする以上 2012, Spring」
チェン・ジエレン、藤本由紀夫、田口和奈、戸谷成雄「記録する視線」
- 2011年

池崎拓也、石井友人、鹿野震一郎、近藤亜樹「4人展 -絵画-」
三嶋りつ惠「あるべきようわ」
米田知子「Japanese House」
千葉正也「生きていたから見れた素晴らしい世界」
「ふたつの太陽」
「Gallery Show」
- 2010年

小林正人「LOVE もっとひどい絵！ 美しい絵 愛を口にする以上」
ジュン・ヤン「忘却と記憶についての短い物語」
森村泰昌「なにものかへのレクイエム: 外伝」
金氏徹平「Recent Works ‘Post-Something’」
- 2009年

イケムラレイコ「ME ZA ME」
池田光弘「漂う濃度」
田口和奈「そのものがそれそのものとして」
- 2008年

三嶋りつ惠「百年後－未完の考古学」
池田光弘 小林正人 中平卓馬「シュウゴアーツショー」
イルバ・オーグランド「道しるべの女－眠りにつく」
ルナ・イスラム「The Restless Subject」
- 2007年

森村泰昌「荒ぶる神々の黄昏 / なにものかへのレクイエム・其の弐」
池田光弘「宙を繋ぐ」
小林正人「ライトペインティング」
島袋道浩「これまでの話2」
ヤン・ファーブル「体の中で最高にセクシーな部分 (脳 ドローイングと模型) 」
- 2006年

ボリス・ミハイロフ「昨日のサンドウィッチ」
森村泰昌「烈火の季節 / なにものかへのレクイエム・その壱」
イケムラレイコ「パシフィック」
4人展「千葉正也 / 池田光弘 / 徐美姫 / イルバ・オーグランド」
米田知子「モノクロームの仕事」
小林正人「ヌード」
- 2005年

丸山直文「朝と夜の間」
米田知子「雪解けのあとに」
藤本由紀夫、丸山直文、島袋道浩、シスレイ・ジャファ「サマー・ショー - 南半球のクリスマス」
森村泰昌「諷刺家伝 - ゴヤに捧ぐ」
カールステン・ヘラー「カールステン・ヘラー展」
- 2004年

中平卓馬「なぜ、他ならぬ人間＝動物図鑑か？？」
三嶋りつ惠「光の縁側」
小林正人「星の絵の具」

## 交通・開館日時
- 最寄り駅

地下鉄六本木駅1b/3番出口から徒歩数分
- 営業時間

火曜日から土曜日の11:00〜19:00
- 所在地

東京都港区六本木6-5-24 complex665 2F

## 取り扱いアーティスト
- 青木淳
- 千葉正也
- 藤本由紀夫
- カールステン・ヘラー
- イケムラレイコ
- イリヤ・カバコフ
- 小林正人
- 近藤亜樹
- リー・キット
- 丸山直文
- ボリス・ミハイロフ
- ミケーレ・アンジュ
- 三嶋りつ惠
- 森村泰昌
- 中平卓馬
- 中島吏英
- 小野祐次
- 須田悦弘
- 髙畠依子
- 戸谷成雄
- ジュン・ヤン
- 山本篤
- 米田知子